# Dorfkirche Baumgarten (Schenkenberg)

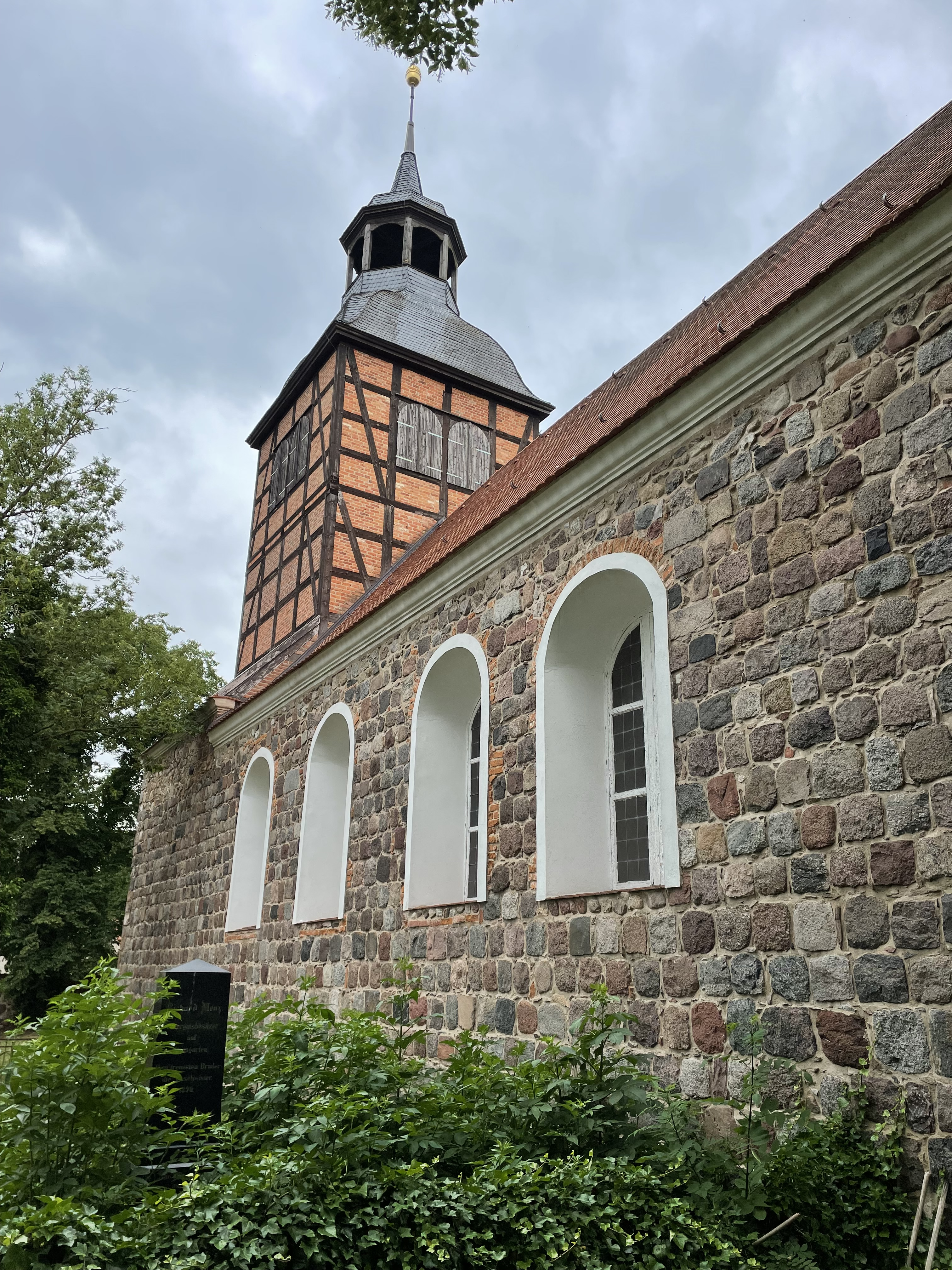
Dorfkirche Baumgarten

Die evangelische Dorfkirche Baumgarten ist eine Feldsteinkirche in Baumgarten, einem Ortsteil der Gemeinde Schenkenberg im Landkreis Uckermark in Brandenburg. Die Kirchengemeinde gehört zum Kirchenkreis Uckermark der Evangelischen Kirche Berlin-Brandenburg-schlesische Oberlausitz.

## Lage
Die Landstraße 26 führt von Westen kommend in östlicher Richtung durch den Ort. Von ihr zweigt die Straße Baumgarten unter anderem nach Süden hin ab. Das Bauwerk steht südöstlich der Kreuzung auf einem Grundstück mit einem Kirchfriedhof, der mit einer denkmalgeschützten Mauer aus unbehauenen und nicht lagig geschichteten Feldsteinen eingefriedet ist.

## Geschichte
Das Dorf wurde 1240 als Bomgarde erstmals urkundlich erwähnt und befand sich im Besitz des Bistums Cammin. In diesem Zusammenhang wurde das Bauwerk im Jahr 1262 erstmals urkundlich erwähnt. Das Kirchenpatronat lag von 1262 bis 1667 zunächst beim Sabinenkloster in Prenzlau, gelangte aber in dieser Zeit auch anteilig an die von Arnim aus Schönermark. In dieser Zeit sind bereits 1375 vier Pfarrhufen überliefert. Der Pfarrhof war 1543/1544 wüst, ebenso 1600. In dem genannten Jahr wohnte der Pfarrer in Prenzlau und hatte seine Hufen verpachtet. Im Jahr 1613 waren die von Ramin dem Pfarrer das Messkorn aus 23 Hufen schuldig geblieben. Im Jahr 1628 weigerten sich die von Arnim, dem Pfarrer seine vier Pfarrhufen wieder abzutreten. Im Dreißigjährigen Krieg sowie 1675 wurde der Vorgängerbau zerstört und wieder aufgebaut.
In der Zeit des Barock wurden die Fenster verbreitert und 1709 ein Turmaufbau mit Haube und Laterne aufgesetzt. Nach der Wende erfolgte in den Jahren 1994/1995 eine umfangreiche Restauration.

## Baubeschreibung

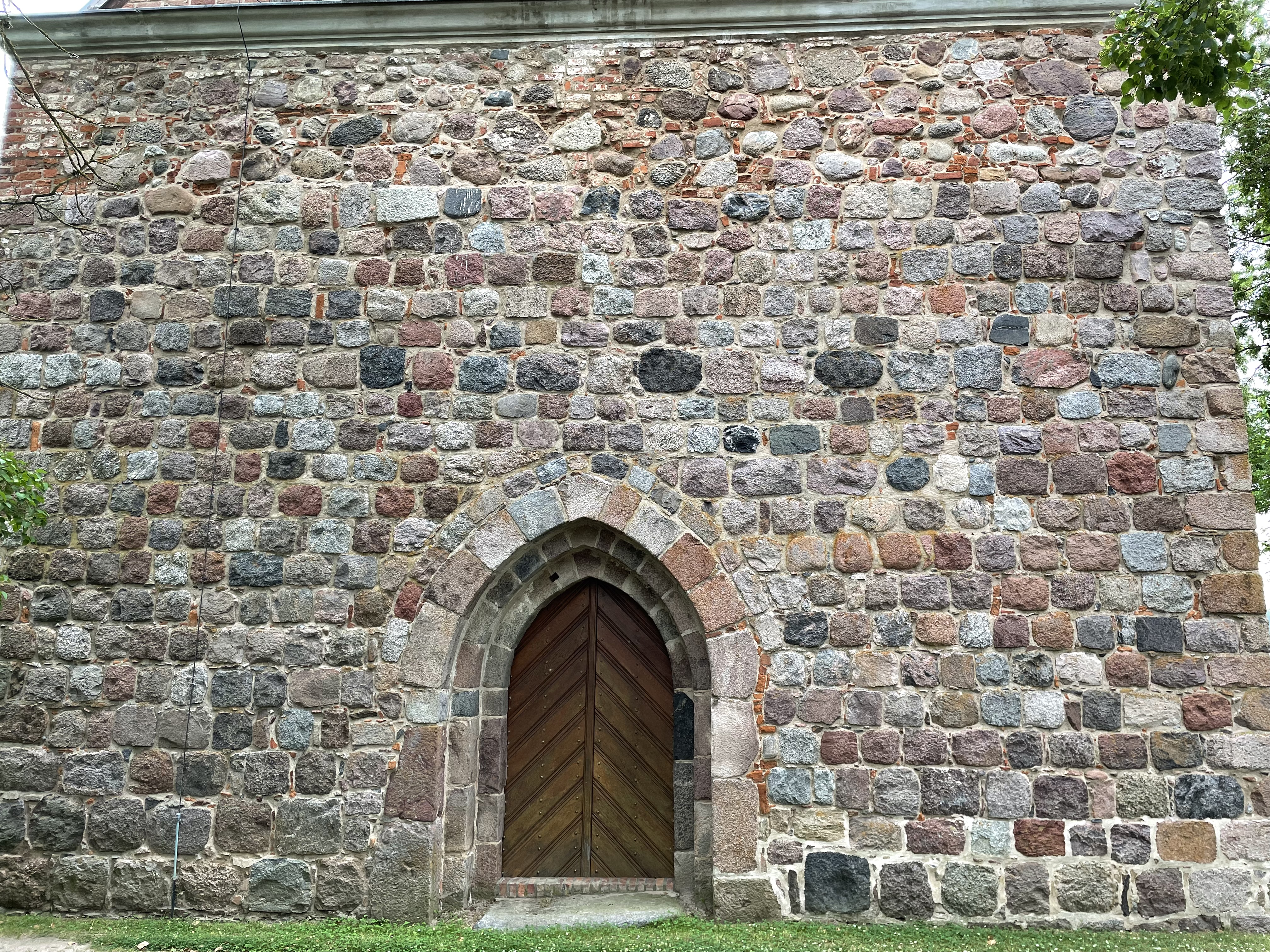
Westportal

Das Bauwerk entstand im Wesentlichen aus Feldsteinen, die überwiegend behauen und lagig geschichtet wurden. Der Chor ist gerade und nicht eingezogen. Am Chorschluss befinden sich zwei große rundbogenförmige Fenster, deren Faschen verputzt und teilweise mit rötlichem Mauerstein umfasst wurden. Mittig ist eine schmale und ebenfalls rundbogenförmige Vertiefung, die zu einer früheren Zeit Teil einer Dreifenstergruppe war und mittlerweile als Blende ausgeführt ist. Im ebenfalls aus Feldsteinen errichteten Giebel ist mittig ein Ochsenauge.
Das Kirchenschiff hat im Kern einen rechteckigen Grundriss. An der Langwand sind drei große und ebenfalls rundbogenförmige Fenster mit verputzten Faschen. Unter dem jeweils östlich und westlich gelegenen Fenster ist je eine Pforte, die aus der Bauzeit stammen dürfte. An der Nordostseite schließt sich eine kleine Sakristei an, die durch eine hölzerne Pforte von Osten her betreten werden kann. An der Südseite sind vier große, rundbogenförmige Fenster.
Der querrechteckige Westturm nimmt im unteren Geschoss die volle Breite des Kirchenschiffs auf. Im ansonsten fensterlosen Geschoss befindet sich an der Westseite eine dreifach getreppte Pforte, die ebenfalls aus der Bauzeit stammen dürfte. Oberhalb verjüngt sich der Turmschaft und geht in einen quadratischen Aufsatz von 1709 über, der aus Fachwerk errichtet wurde. An jeder Seite sind je zwei rundbogenförmige Klangarkaden, darüber eine geschweifte Turmhaube mit einer offenen Laterne, die mit einer Turmkugel und Wetterfahne abschließt.

## Ausstattung

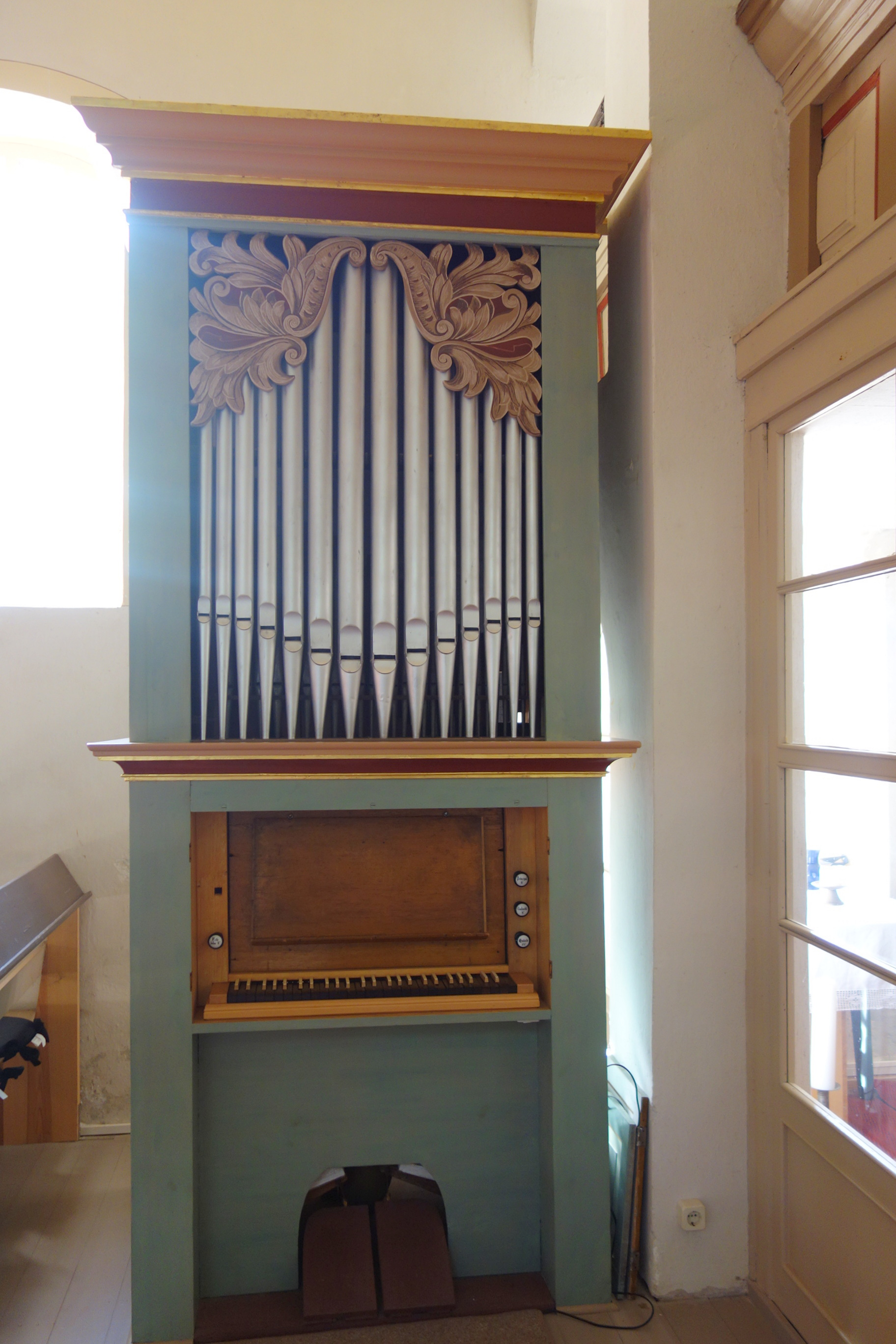
Orgel

Die Kirchenausstattung stammt einheitlich aus der Mitte des 18. Jahrhunderts. Dies umfasst einen hölzernen Kanzelaltar mit seitlichen Aufgängen, die mit reichem Schnitzdekor und Skulpturen von Jesus Christus und Moses verziert ist. An der Kanzel selbst sind zwei Allegorien angebracht; auf dem Schalldeckel eine Engelswolke mit Strahlenkranz. Das Patronats-, Pastoren- und Gemeindegestühl wurde mit Blenden gegliedert und mit toskanischen Säulchen verziert. Die Baldachine der Patronats- und Pastorenstühle erhielten zusätzlich ein geschnitztes Rocailledekor. Die Ausstattung ist in weiß-gelblichen Farbtönen gehalten und wird im Dehio-Handbuch als „sehr stimmungsvoll“ bezeichnet. Das Bauwerk trägt im Innern eine Balkendecke. Im Westen steht eine Orgelempore, die im Mittelteil vorkragend ist und jüngeren Datums sein könnte.
Zur weiteren Ausstattung gehört ein hölzerner Taufengel, den vermutlich Johann Georg Glume im Jahr 1742 schuf. Er ist 1,50 m groß und wurde von 1995 bis 1997 nach Einschätzung des Brandenburgischen Landesamtes für Denkmalpflege und Archäologische Landesmuseum (BLDAM) „laienhaft überarbeitet“. Das BLDAM hält eine Restaurierung für erforderlich, da bei dieser Überarbeitung die Qualität und historische Authentizität genommen wurde. Anstelle der ursprünglichen Muschelschale hält der Engel in der rechten Hand eine einfache Holzschale.